# Legendás állatok: Grindelwald bűntettei
A Legendás állatok: Grindelwald bűntettei (eredeti cím: Fantastic Beasts: The Crimes of Grindelwald) 2018-as brit–amerikai fantasy-kalandfilm a Heyday Films és a Warner Bros. gyártásában. A film a 2016-os Legendás állatok és megfigyelésük című film folytatása. Rendezője David Yates, a forgatókönyvet J. K. Rowling írta, a szereplők Eddie Redmayne, Katherine Waterston, Dan Fogler, Alison Šúdol, Ezra Miller, Zoë Kravitz, Callum Turner, Claudia Kim, William Nadylam, Kevin Guthrie, Jude Law és Johnny Depp.
A film bemutatójára az Egyesült Királyságban és az Egyesült Államokban 2018. november 16-án, Magyarországon november 15-én került sor.

## Cselekmény
1927-ben a Mágikus Minisztériumban az Amerikai Egyesült Államokban Gellért Grindelwaldot, a sötét varázslót át akarják szállítani Európába, hogy bíróság elé álljon. Grindelwald azonban kiszabadul csellel a rabságából miközben éppen átszállítanák.
Három hónappal később Londonban Göthe Salmander találkozik a testvérével Theseusszal a Minisztériumban. Szeretné, ha a nemzetközi kiutazási tilalmát megszüntetnék. A Minisztériumban belefut egy régi kedves iskolatársába, Leta Lestrangebe. Leta Theseus, aki egy Auror menyasszonya. A Minisztérium beleegyezik, hogy Göthe utazhasson külföldre, de a feltételük, hogy teljesítsen egy megbízást. Azt ajánlják neki, hogy elhagyhatja a hazáját, ha egy férfit elfog, a fiú Credence Barebone és Párizsban él. Társul Gunnar Grimmson szegődne mellé, aki egy könyörtelen bérgyilkos. Göthe természetesen visszautasítja ezt az ajánlatot.
Albus Dumbledore is megkéri, hogy keresse meg a fiút és mentse meg Grindelwaldtól és a Minisztériumtól. Dumbledore mesél Göthenek arról, hogy a szóbeszéd szerint Credence nem más, mint Leta Lestrange elveszettnek hitt kisöccse, V. Corvus Lestrange.
Göthet meglátogatják Londoni otthonában az amerikai barátai, Queenie Goldstein és Jacob Kowalski. Jacob egy Mugli, aki visszanyerte az előző évben törölt emlékeit. Elmondja, hogy a bűbáj csak a rossz emlékeket törli és számára Queenie megismerése boldog és örmteli emlékeket őriz, ami kellemetlen volt elfelejtette ugyan, de Quenne elmesélte neki. Göthe csalódottan veszi tudomásul, hogy Queenie testvére, Tina Goldstein valakivel randizgat, mert egy bulvárlap cikke miatt úgy gondolta, hogy Göthe vőlegény. Göthe elmagyarázza, hogy valójában Leta a testvére, Theseus menyasszonya és őt csak tanúnak kérték fel. Közben Göthe számára Jacob túlzott vidámsága gyanút kelt. Queenie elcsábította egy bűbájjal és akarata ellenére hurcolta Londonba azzal a tervvel, hogy ott megházasodhatnak. Amerikában a Muglik és a varázslók házassága ugyanis tiltott, de Queenie azt reméli, hogy Londonban elfogadóbbak és nyitottabbak a hatóságok. Miután Göthe leveszi a bűbájt Jacobról, Jacob elutasítja Queenie házassági ötletét, mert attól tart, megölik a lányt. Queenie elrohan, maga mögött hagyva a két férfit és egy árulkodó képeslapot. Testvére, Tina után utazik Párizsba. Göthe és Jacob követik.
Párizsban Credence megszökik az Arcanus Cirkuszból egy fogvatartott szereplővel, a gyönyörűszép Vietnámi Naginivel. Credence a szülőanyját szeretné megtalálni. Felkeresik hát Credence félig tündér dadáját, Irma Dugardot, aki Amerikába hozta őt örökbe fogadó szülőket keresve. Grimmson, a Minisztériumi bérgyilkos, akiről kiderül, hogy valójában Grindelwald követője, megöli Irmát. Tina találkozik Yusuf Kamaval, aki szintén Credencere vadászik. Göthe és Jacob követik Yusufot Tinához, azonban őt fogságban találják. Yusuf bebörtönzi mindannyiukat, közben elmondja, hogy Megszeghetetlen Esküt tett, hogy megöli a féltestvérét, aki hite szerint Credence. Queenie sehogy sem találja testvérét, Tinát, az elkeseredett és csalódott lányt Grindelwaldhoz sodorják. Grindelwald ismeri Queenie képességeit, ezért manipulálja, hogy csatlakozzon a követőihez és híveihez, arról győzködi, hogy ő lehetővé teszi és támogatja Jacobbal való házasságát, s szabadon engedi.
Göthe és Tina beszöknek a Francia Mágiaügyi Minisztériumba, hogy Credence kilétére vonatkozó hivatalos dokumentumokat szerezzenek. Leta és Theseus felfedezi őket. Tina és Göthe kibékülnek miután Göthe elmagyarázza a valódi helyzetet, hogy sosem volt Leta jegyese. Leta csatlakozik hozzájuk a dokumentum keresésében. A kutatásuk a Lestrange családi kriptához vezeti hármukat, ahol megtalálják Yusufot. Yusuf elmondja, hogy édesapja, Mustafa ígértette meg vele, hogy bosszulja meg szülőanyja halálát. Laurenat megbűvölte és elrabolta IV. Corvus Lestrange az Imperius átkot használva. Miközben életet adott Leta-nak, Yusuf féltestvérének, meghalt édesanyjuk Laurena. Lestrange más nőket is elcsábított, mire végre fia született V. Corvus Lestrange. Leta elmondja, hogy kisöccsének ő még csecsemőkorában a halálát okozta. Miközben Irma felügyelete alatt a két gyermek Amerikába utazott, Leta dühös lett sokat síró kisöccsére és elcserélte egy csendesebb babára. Közben hajótörést szereztek és Leta valódi kisöccse sajnálatosan vízbe fulladt.
A csoport követi a nyomokat, amik Grindelwald követőihez és egy titkos találkozóhoz vezetnek. Queenie is a tömegben van, és őt keresve Jacob is jelen van. Grindelwald a tömegnek egy víziót mutat be: azt állítja, hogy globális háború közeleg a varázslókkal szemben, amiben a muglik könyörtelenül irtják őket. Arra buzdítja (főként Aranyvérű) követőit, hogy siettessék olyan törvények létrehozását, amelyek lehetővé teszik eme szörnyű tragédia elkerülését. Ahogy Theseus és más Aurorok is csatlakoznak az őt hallgató tömeghez, Grindelwald kéri a követőit, hogy terjesszék, amit korábban elmondott. Egy kék láng gyűrűt hoz létre maga körül, ami beengedi hozzá és szabadon ereszti a mélyen hívő, valóban hű követőit, de megöli a kételkedőket és az aurorokat. Queenie és Credence is átkel a kéklángon. Közben Leta feláldozza magát, hogy Göthe, Theseus és a többiek megmenekülhessenek a lángoktól. Ahogy Grindelwald és követői hoppanálnak, a kék lángokból három pusztító tűzsárkány emelkedik ki, amelyeket hőseink egy többszáz éves halhatatlan alkimista, Nicolas Flamel segítségével győznek le. Göthe Theseusnak azt mondja, hogy már tudja, melyik oldalon áll és harcolni szeretne Grindelwald ellen.
Roxfortban Göthe Dumbledorenak egy kis fiolát ajándékoz, amit Grindelwaldtól loptak, s ami Grindelwald és Dumbledore fiatalkorában tett vér szerződését, a Megszeghetetlen Esküjét tartalmazza. Az eskü arról szól, hogy soha nem fognak harcolni egymás ellen. Dumbledore úgy hiszi, hogy meg tudja semmisíteni.
Mindeközben Ausztriában, a Nurmengard kastélyban – ami Grindelwald menedéke – Credence egy varázspálcát kap Grindelwaldtól. Ekkor egy Főnix madár jelenik meg és Grindelwald elmeséli neki, hogy ő valójában Aurelius Dumbledore, s neki is, mint minden Dumbledore leszármazottnak egy Főnix madár jelenik meg, ha bajban van. Credence az önmagában felfedezett hatalmas varázserőt kipróbálva elpusztít egy óriási hegyet.

## Szereplők
| Színész                  | Szereplő               | Magyar hang         |
| ------------------------ | ---------------------- | ------------------- |
| Eddie Redmayne           | Göthe Salmander        | Szatory Dávid       |
| Katherine Waterston      | Porpentina Goldstein   | Sipos Eszter Anna   |
| Dan Fogler               | Jacob Kowalski         | Fekete Ernő         |
| Alison Sudol             | Queenie Goldstein      | Bozó Andrea         |
| Ezra Miller              | Credence Barebone      | Tasnádi Bence       |
| Zoë Kravitz              | Leta Lestrange         | Martinovics Dorina  |
| Callum Turner            | Theseus Salmander      | Czető Roland        |
| Claudia Kim              | Nagini                 | Dobó Enikő          |
| William Nadylam          | Yusuf Kama             | Rajkai Zoltán       |
| Kevin Guthrie            | Abernathy              | Szatmári Attila     |
| Jude Law                 | Albus Dumbledore       | Stohl András        |
| Johnny Depp              | Gellert Grindelwald    | Nagy Ervin          |
| Carmen Ejogo             | Seraphina Picquery     | Pálmai Anna         |
| Poppy Corby-Tuech        | Vinda Rosier           | Fodor Annamária     |
| Fiona Glascott           | Minerva McGalagony     | Ligeti Kovács Judit |
| Brontis Jodorowsky       | Nicolas Flamel         | Hirtling István     |
| Ólafur Darri Ólafsson    | Skender                | Schneider Zoltán    |
| Ingvar Eggert Sigurðsson | Grimmson               | Sótonyi Gábor       |
| David Sakurai            | Krall                  | Takátsy Péter       |
| Isaura Barbé-Brown       | Laurena Kama           |                     |
| Victoria Yeates          | Bunty                  | Bognár Anna         |
| Jessica Williams         | Eulalie Hicks          |                     |
| Derek Riddell            | Torquil Travers        | Seress Zoltán       |
| Wolf Roth                | Spielman               | Benkő Péter         |
| Cornell John             | Arnold Guzman          | Mihályfi Balázs     |
| Joshua Shea              | Fiatal Göthe Salmander | Boldog Gábor        |

## Készítése
A film fő forgatási helyszíne a Warner Bros. filmgyára, Leavesden, de Angliában, többek között Londonban, valamint Svájcban és Párizsban is forgattak. A Legendás állatok: Grindelwald bűntettei Real D 3D-ben és IMAX 3D-ben kerültek bemutatásra 2018. november 16-án.